# Asztrik Várszegi
Asztrik Várszegi (ur. 26 stycznia 1946 w Sopron) – węgierski duchowny rzymskokatolicki, benedyktyn, w latach 1991-2018 opat terytorialny Pannonhalma.

## Życiorys
Święcenia kapłańskie przyjął 29 stycznia 1971. 23 grudnia 1988 został mianowany biskupem pomocniczym Ostrzyhomia ze stolicą tytularną Culusi. Sakrę biskupią otrzymał 11 lutego 1989. 18 marca 1991 objął urząd opata terytorialnego Pannonhalma. 16 lutego 2018 zrezygnował z urzędu.